# 前1120年代
| 千纪： | 前2千纪 |
| 世纪： | 前13世纪 \| 前12世纪 \| 前11世纪                                                                                     |
| 年代： | 前1150年代 \| 前1140年代 \| 前1130年代 \| 前1120年代 \| 前1110年代 \| 前1100年代 \| 前1090年代                       |
| 年份： | 前1129年 \| 前1128年 \| 前1127年 \| 前1126年 \| 前1125年 \| 前1124年 \| 前1123年 \| 前1122年 \| 前1121年 \| 前1120年 |

## 重要事件及趋势
- 約前1128年-姜子牙可能出生。
- 前1126年 — Thymoetes，傳說中的雅典國王，忒修斯的最後一位擔任雅典國王的後人逝世。他無兒無女，在位八年。
- 前1122年─箕子朝鮮立國。
- 約前1120年─特洛伊城破被滅。
- 古希腊进入铁器时代。